# Jasenje (gmina Aleksinac)
Jasenje (cyr. Јасење) – wieś w Serbii, w okręgu niszawskim, w gminie Aleksinac. W 2011 roku liczyła 174 mieszkańców.